# Pacchetto Colombo
Con il termine "Pacchetto Colombo" si intendono una serie di provvedimenti di carattere programmatico-industriale varati dal Governo Colombo agli inizi degli anni '70. Tali provvedimenti si orientarono prevalentemente alla creazione e all'ampliamento di vari siti industriali sia in Calabria che in Sicilia.

## Storia
All'indomani della rivolta di Reggio Calabria (estate 1970) per l'attribuzione della sede degli organi regionali, il Comitato interministeriale per la programmazione economica deliberò un programma  di  investimenti  industriali  da realizzare in  Calabria ed  in Sicilia  predisposti da  aziende  a partecipazione statale  e da  aziende private. Tale programma si proponeva di creare circa 39.500 nuovi posti di lavoro, di cui 14.860 in Calabria e 24.640 in Sicilia.
Fra le principali iniziative previste dal "pacchetto", si distinguono l'assegnazione di 1300 miliardi di lire per la costruzione di un centro siderurgico nella piana di Gioia Tauro (occupazione prevista 7500 unità) ed altri 360 miliardi di lire per una serie di interventi nel settore chimico (Sir, Liquichimica di Saline Ioniche) e meccanico (Efim) (occupazione prevista di 7300 unità). Il centro siderurgico, tuttavia, non fu mai realizzato. In compenso, venne costruito il porto di Gioia Tauro, la cui realizzazione comportò la demolizione della frazione costiera di Eranova, sacrificata per far spazio all'infrastruttura.
In molti casi però tali fondi non sono da considerarsi come stanziamenti ex novo, ma la riedizione di una serie di interventi già previsti dalla Cassa per il Mezzogiorno negli anni '50 e '60 a sostegno dello sviluppo delle regioni meridionali tramite investimenti per la creazione di grandi complessi industriali ed opere infrastrutturali.
Nonostante l'ingente impegno economico, le ricadute sia industriali che occupazionali del "pacchetto" furono al di sotto delle aspettative: uno dei casi più emblematici fu l'impianto Liquichimica Biosintesi di Saline Joniche, in provincia di Reggio Calabria, il quale fu chiuso a pochi mesi dalla sua inaugurazione a causa della pericolosità dei mangimi prodotti.